# 1964 في ألمانيا

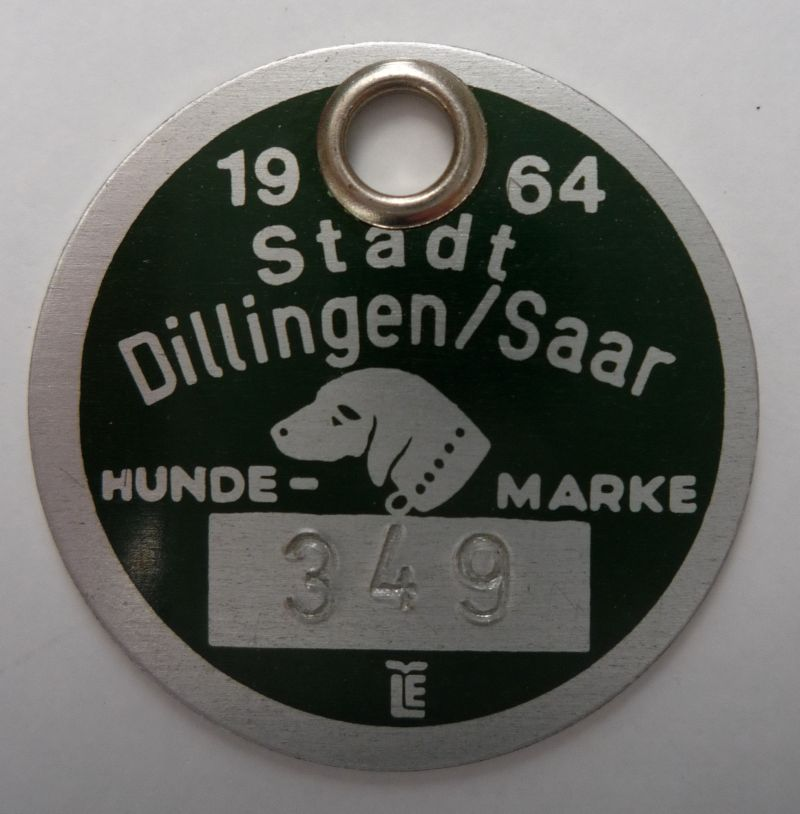
علامة الكلب لمدينة ديلينجن / سار من عام 1964

فيما يلي قوائم الأحداث التي وقعت خلال عام 1964 في ألمانيا.

## سياسة

### تعيين في المنصب
- 16 فبراير – فيلي براندت رئيس الحزب الديمقراطي الاجتماعي الألماني ‏.

## رياضة
- 2 أغسطس – جائزة ألمانيا الكبرى 1964 الفائز جون سورتيس.

## مواليد

### يناير
- 1 يناير – بيترا باور كاتبة ألمانية.
- 1 يناير – جيرو شتيفن مصوّر سينمائي ألماني.
- 1 يناير – فرانك بريمر فيزيائي ألماني.
- 1 يناير – مارتن شنايدر
- 2 يناير – كريس فيلب لاعب كرة سلة ألماني.
- 6 يناير – هنري ماسك
- 16 يناير – هانز فالتر ريكس عالم فلك ألماني.
- 25 يناير – فرانك هاينريش سياسي ألماني.
- 28 يناير – ديرك ماير دراج ألماني.

### فبراير
- 3 فبراير – ميخائيل رومنيغه لاعب كرة قدم ألماني.

### مارس
- 9 مارس – هربرت فاندل
- 11 مارس – كريستيان هين درّاج طريق ألماني.
- 12 مارس – دييتر إكيستين
- 24 مارس – هانز سكوير
- 31 مارس – يورغن فيغمان لاعب كرة قدم ألماني.

### أبريل
- 12 أبريل – توماس هماخر
- 28 أبريل – راينهارد نواك ممثل نمساوي.

### مايو
- 26 مايو – راينر ميركل كاتب ألماني.
- 27 مايو – فولكر أبرامتشيك لاعب كرة قدم ألماني.

### يونيو
- 2 يونيو – كارولين لينك مخرجة أفلام ألمانية.
- 11 يونيو – غونار ساور لاعب كرة قدم ألماني.
- 17 يونيو – ديرك روديس
- 17 يونيو – ميخائيل غروس سبّاح ألماني.

### يوليو
- 7 يوليو – أندريس شلايشر
- 15 يوليو – روجر لوتز لاعب ومدرب كرة قدم ألماني.
- 21 يوليو – ينس وايسفلوغ
- 30 يوليو – يورغن كلينسمان لاعب ومدرب كرة قدم ألماني.

### أغسطس
- 3 أغسطس – هاينر مورينج
- 8 أغسطس – جان جوزيف ليفرس ممثل ألماني.
- 9 أغسطس – فيليكس بيكر مبارز بالسيف ألماني.
- 26 أغسطس – كارستن وولف دراج ألماني.
- 31 أغسطس – دوين واشنطن لاعب كرة سلة أمريكي.

### سبتمبر
- 12 سبتمبر – ديتير هيكينغ لاعب كرة قدم ألماني.

### أكتوبر
- 2 أكتوبر – ديرك برينكمان لاعب هوكي حقل ألماني.
- 19 أكتوبر – جورج شايفلير
- 20 أكتوبر – أندرياس فيشر
- 26 أكتوبر – سفين فاث

### نوفمبر
- 5 نوفمبر – فيليكس مارتن ممثل ألماني.
- 12 نوفمبر – توماس بيرثولد لاعب كرة قدم ألماني.

### ديسمبر
- 7 ديسمبر – إلسي أيجنر
- 8 ديسمبر – ريتشارد ديفيد بريشت فيلسوف ألماني.
- 13 ديسمبر – ديتر آيلتس
- 19 ديسمبر – بن بيكر ممثل ألماني.
- 23 ديسمبر – ينز هيبنر

## وفيات

### مارس
- 9 مارس – بول فون ليتو فوربيك (مواليد 1870)

### أبريل
- 24 أبريل – غرهارت دوماك (مواليد 1895)

### مايو
- 2 مايو – إليزابيث فريدريك روتين (مواليد 1882)
- 21 مايو – جيمس فرانك (مواليد 1882) فيزيائي ألماني.

### يوليو
- 13 يوليو – كرت ديبنر (مواليد 1905) فيزيائي ألماني.

### أغسطس
- 5 أغسطس – كونل (مواليد 1882)

### سبتمبر
- 19 سبتمبر – كارل ايوالد ماكسيميليان بوريت (مواليد 1883) عالم نبات ألماني.
- 21 سبتمبر – أوتو جروتول (مواليد 1894) سياسي ألماني.

### أكتوبر
- 3 أكتوبر – والتر نيوسيل (مواليد 1907) ملاكم ألماني.

### نوفمبر
- 6 نوفمبر – هانس فون أويلر شلبين (مواليد 1873)
- 14 نوفمبر – هاينريش فون برنتانو (مواليد 1904) سياسي ألماني.

### ديسمبر
- 29 ديسمبر – برنارد فون برينتانو (مواليد 1901)